# Noyelles-sur-Escaut
Noyelles-sur-Escaut è un comune francese di 778 abitanti situato nel dipartimento del Nord nella regione dell'Alta Francia.

## Società

### Evoluzione demografica
Abitanti censiti